# Caféiculture au Venezuela

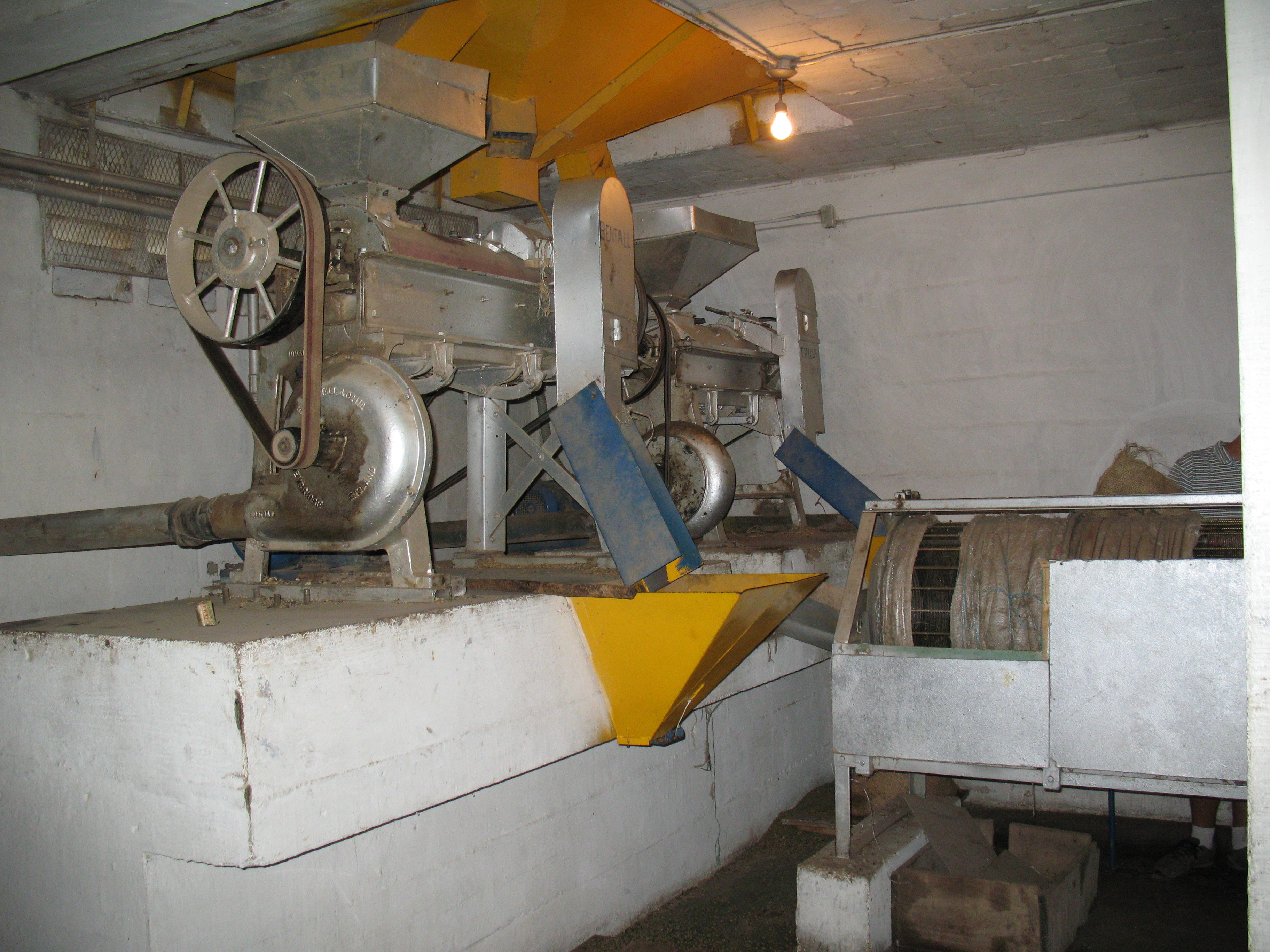
La production de café au Venezuela.

Les conquistadors espagnols venus du Venezuela avaient apporté beaucoup de ressources que les tribus ne connaissaient pas et leur ont permis de commencer à cultiver des grains de café, mais José Gumilla, un prêtre Jésuite, est plus précisément crédité de l'introduction du café au Venezuela, en 1732.
La production de café a commencé au Venezuela à une certaine échelle dans les années 1800, dans le Premontane, la forêt de la région de la cordillère des Andes, en profitant d'une forte demande pour le produit, couplé avec une main d'œuvre locale à bon marché et le faible coût des terres.
Le café a d'abord été exporté vers le Brésil et la production de café conduit à la « migration complexe » des gens de cette région à la fin du XIXe siècle.
Le Venezuela produit moins d'un pour cent de la production mondiale de café.

## Géographie

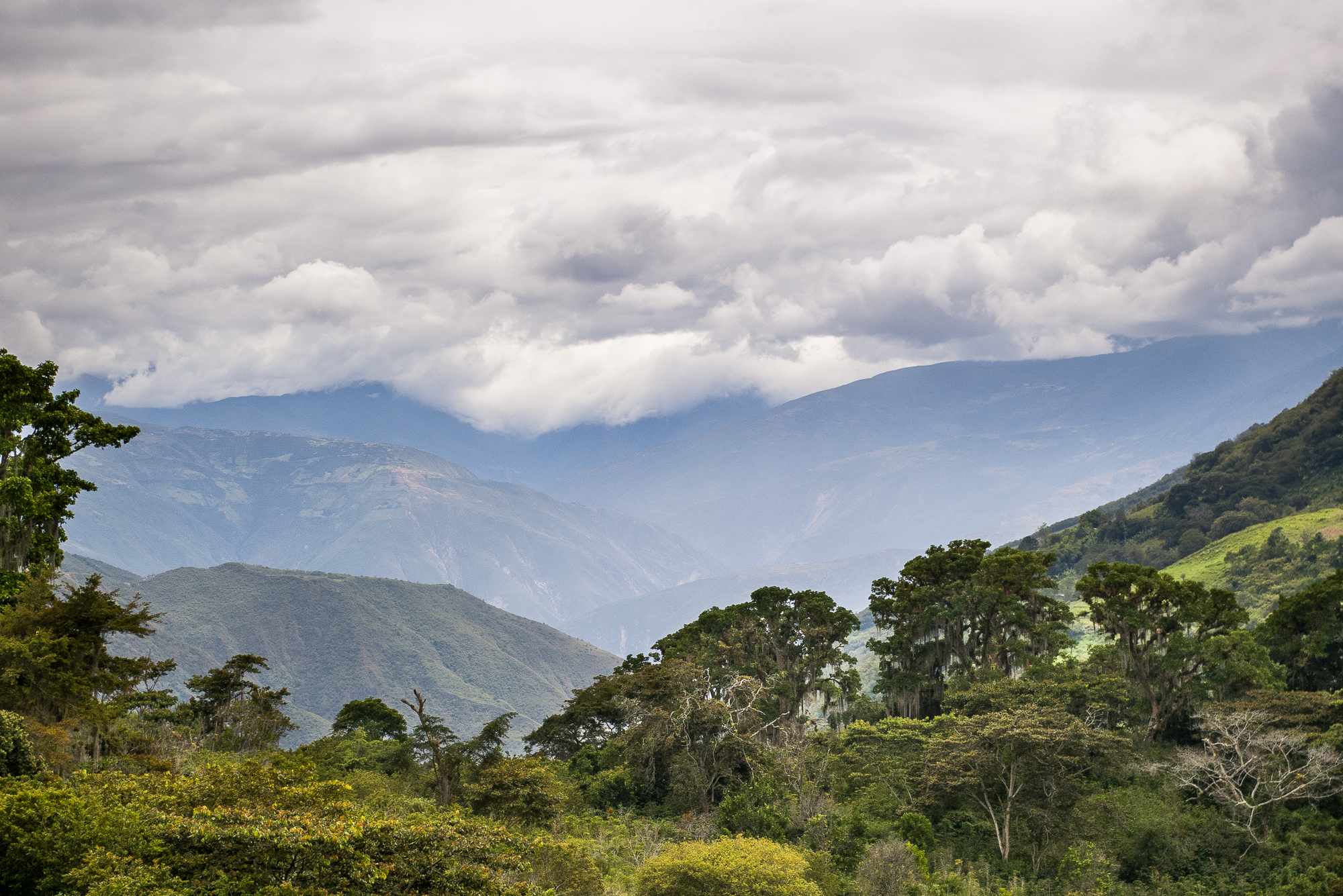
Une ferme de café avec les montagnes environnantes au Venezuela.

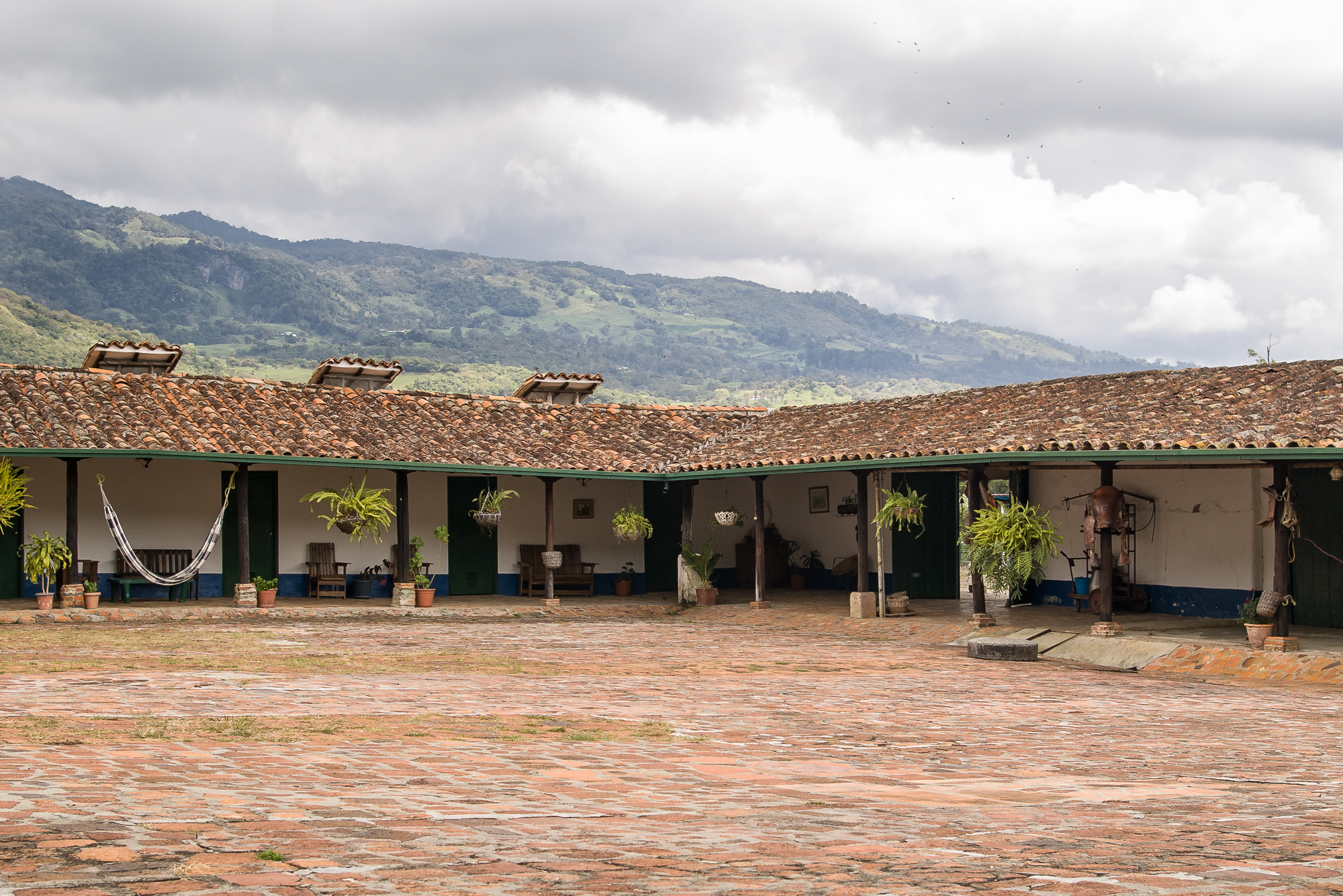
Cour d'une ferme de café.

La production de café a démarré dans la chaîne côtière et l'ouest de la région des Andes, profitant de la qualité du sol, de l'altitude et de l'humidité, dans un système forestier multicouche dans lequel il y a plusieurs espèces de plantes. Dans ce système, les autres arbres fournissent de l'ombre nécessaire pour la croissance du café. 
Les plantations sont généralement à la frontière avec la Colombie. Les domaines situé à plus de 2 000 mètres d'altitude sont caractérisés par une moindre productivité. La région fertile dans les régions des hauts-plateaux se composait des trois États de Táchira, Mérida, et Trujillo, connu sous le nom des Andes région frontalière, et sont propices à la culture du café, qui peut être exporté vers le port de Maracaibo et l'océan Atlantique.
Le Duaca est une autre région de production où les producteurs ont été, y compris les riches haciendas, jusqu'à 1916, soutenus par la privatisation de la terre avec l'objectif de forcer la hausse des salaires. C'est aussi la région où, dans les années 1860, la production de café a été en plein essor, la migration des paysans permettant de résister à l'hégémonie des grands propriétaires fonciers. Toutefois, cette situation a changé entre 1908-1935 quand des changements politiques ont généré une privatisation totale de la terre en faveur des haciendas, entraînant la perte de la « paysannerie du pouvoir ».
Une enquête statistique a indiqué que les plantations de café sont généralement à une altitude de 800 à 1 700 m sur les collines, avec des pentes de 5 à 60 %. Les propriétaires fonciers ont été principalement des petits agriculteurs qui représentent 87,5 % de la superficie totale des exploitations, chacune contenant environ 3,5 hectares ( Unité «  » inconnue du modèle {{Conversion}}.), pour une pratique agroforestière traditionnelle multicouche. La région couverte par le café était 280 000 hectares ( Unité «  » inconnue du modèle {{Conversion}}.) avec le Andeas région représentant à lui seul 125 000 hectares ( Unité «  » inconnue du modèle {{Conversion}}.).

## Histoire
Au Venezuela, le cacao est devenu la principale culture dans les années 1770, devançant le tabac, mais à partir de 1793, il y avait beaucoup de grandes plantations de café dans le pays. C'est seulement dans les années 1800, que le café est devenu la principale récolte. Dans les années 1830, le Venezuela était le troisième exportateur de café au monde. La guerre pour l'indépendance du pays a entraîné une baisse de la croissance du cacao, en raison de la négligence et de la destruction des plantations. Toutefois, la croissance du café a pris une tendance à la hausse, tout comme son prix sur les marchés de consommation du Nord de l'Atlantique avec lesquels le Venezuela avait accord de libre-échange.
| |  |  |
| Le prêtre jésuite José Gumilla (à gauche) a introduit le café au Venezuela, tandis que dictateur Juan Vicente Gómez (à droite) utilisera les revenus caféiers puis pétroliers pour développer le pays. |  |  |

Au XVIIIe siècle, le Venezuela est en situation de quasi-monopole sur le marché du cacao et au début du XIXe siècle, il couvre encore plus de la moitié de la demande mondiale,. La caféiculture n'est encore qu'une activité complémentaire, répandue mais à toute petite échelle[réf. nécessaire], confinée à l'État de Táchira, parfois même des graines de café données aux esclaves par de grands planteurs, à partir de 1793. Mais ceux-ci passent rapidement au café, qui devance la cacao dès 1830, le pays devenant le troisième exportateur de café au monde dans les années 1830.

### L'essor des années 1800
Dès 1810, la récolte caféière atteint 13 000 tonnes dans la seule province de Caracas. De nombreux planteurs vénézuéliens passent du café au cacao après la Révolution haïtienne pour quatre raisons:
- Saint-Domingue produisait la moitié du café mondial et la révolution y a mis fin, générant une pénurie et une flambée des cours du café[14]. Confrontés aux rendements décroissants de leurs cacaoyers, les propriétaires des haciendas misent sur le café, plus rémunérateur;
- le café remédie à un goulot d'étranglement du cacao, qui exigeait un système complexe de drainage et d'irrigation pour faire venir ou expulser l'eau selon la saison, aussi ne pouvait-on le semer que dans les petites plaines près des fleuves[15];
- le caféier ne demande que 3 ans pour grandir au lieu de 6 ans pour le cacao[15];
- les élites du Venezuela aspirent à des relations avec d'autres grands pays que l'Espagne, qui poussait à la production cacaoyère[14].

### Une substitution accélérée après le chaos de la guerre d'indépendance
C'est ainsi qu'en 1810-1820, un cycle du café remplace le cycle du cacao au Venezuela. Ce mouvement de substitution bénéficie d'une accélération après les dégâts causés par la guerre de l'indépendance entre 1810 et 1821, peut-être la plus disputée des guerres d'indépendance en Amérique du Sud, dans les ex-régions cacoyères de Caracas, d'Aragua et sur la côte de Barlovento, où la dispersion des esclaves a été causée par la guerre civile. La main-d'œuvre esclave est recrutée pour servir dans les armées royalistes ou patriotes. Particulièrement touchée, la région du Barlovento a vu ses haciendas de cacao changer plusieurs fois de mains au gré des combats et des séquestres qui s'ensuivaient. Elles sont souvent laissées à l'abandon.

Carte du bassin du Lac Maracaibo, une des zones de caféiculture du Venezuela, proche de la Colombie.

Le boom caféier va cependant diviser la population du nouvel Etat, qui conservera la pratique de l'esclavage jusqu'en 1854. Après l'indépendance de 1821, trois sources de crédit se sont taries, l'église catholique, les grandes fortunes locales et la Métropole espagnole. Les spéculateurs étrangers et banques prennent le relais, avec des taux d'intérêt de 2 % à 3 % par mois à la fin des années 1820, revenus à 1 % en 1830. La "Sociedad Económica de Amigos del País", fondée en 1829 et réussit à promouvoir la croissance économique au cours des années 1830. L'abolition en 1834 de la loi espagnole protégeant les débiteurs de leurs créanciers accélère le processus d'endettement. Entre 1830 et 1842, les surfaces plantées en café triplent.

#### Les relations avec les communautés indiennes
Une loi de 1836 institue le fractionnement des terres communes indigènes entre leurs familles, pour créer des petits propriétaires individuels, recevant des terrains en fonction du nombre de leurs enfants. Mais elle n'est pas appliquée, pas plus que la suivante, deux ans après, car les colons blancs s'y opposent, en arguant qu'ils ont été oubliés du partage.
Au début des années 1850, ce sont les Indiens qui pétitionnent le gouvernement pour protester contre les blancs qui pénètrent sur leurs terres au motif d'en mesurer les distances. Plusieurs gouvernements provinciaux défendent les indiens, en particulier à Barquisimeto en 1828 et 1840, mais dans la plupart des cas, leurs droits sont usurpés.

##### La crise et le poids politique des caféiculteurs
Les exportations de café et de cacao du Venezuela, en milliers de livres, et les prix moyens en cents par livre:
| Années               | 1831-32                 | 1833-34                 | 1837-38                 | 1840-41                 | 1842-43                 | 1844-45                | 1848-49                 |
| Production de café   | 11,5 milliers de livres | 11,6 milliers de livres | 17,5 milliers de livres | 25,6 milliers de livres | 29,6 milliers de livres | 39 milliers de livres  | 39,3 milliers de livres |
| Cours moyen du café  | 9 cents la livre        | 11 cents la livre       | 9 cents la livre        | 9 cents la livre        | 8 cents la livre        | 8 cents la livre       | 6 cents la livre        |
| Production de cacao  | 7,2 milliers de livres  | 5,3 milliers de livres  | 5,8 milliers de livres  | 7,6 milliers de livres  | 8,9 milliers de livres  | 9,2 milliers de livres | 7,5 milliers de livres  |
| Cours moyen du cacao | 13 cents la livre       | 13 cents la livre       | 12 cents la livre       | 17 cents la livre       | 15 cents la livre       | 15 cents la livre      | 16 cents la livre       |

Les planteurs de café, concentrés sur la cordillère centrale et la frontière colombienne, sont en première ligne quand commence en 1840 une crise économique causée par la surproduction mondiale et la baisse des cours du café, de 9 pesos la livre sur la saison 1831-32 à 6 pesos sur la saison 1848-49, alors que sur la même période, ceux du cacao vont au contraire remonter de 13 pesos à 16 pesos la livre,. Le café passe de 37 % des exportations vénézuéliennes en 1831-32 à 22 % en 1848-49. Surendettés, les planteurs de café se regroupent sur le plan politique. Le 20 août 1840, le leader libéral Antonio Leocadio Guzmán fonde le journal El Venezolano, puis le Gran Partido Liberal de Venezuela (GPLV) et renforce ses liens avec l'étranger. Le pays dispose d'un consulat actif à Bordeaux, premier port français pour l'importation du café, où le quotidien La Gironde, transmet fréquemment des nouvelles du Venezuela. Il est assuré par des vénézuéliens (José Antonio Carrillo y Navas, Manuel Vicente Montenegro, Pío Morales Marcano), ou des français liés au négoce.
Le développement est aussi affecté par les guerres civiles sans cesse renaissantes. Les Etats andins ont attiré des immigrés lors de la Guerre fédérale des années 1859-1869. En 1868, la production caféière vénézuélienne a stagné depuis une quinzaine d'années, à environ 7 millions de kilo par an, avant de retrouver un cycle d'expansion entre 1872 et 1893, avec en particulier des cultures en progression dans les trois états andins, Tachira, Trujillo et Merida, qui représenteront à eux trois 45 % de la production du pays dans les années 1920, à leur apogée[réf. nécessaire]. La croissance caféière fera même brièvement du Venezuela le 2e producteur mondial en 1900, un peu avant que le dictateur Juan Vicente Gómez ne développe les réseaux ferroviaires à l'aide de capitaux étrangers. Dans les années 1990, la moitié de la récolte est effectuée dans les Etats andins. Les fèves lavées, d'un vert bleuâtre très clair, généralement de bonne qualité, portent alors les noms des principales villes maritimes, Porto-Cabello, le Guayra (ou Caracas) et Maracaibo.

### Les règnes deAntonio Guzmán BlancoetJuan Vicente Gómez
Sous le règne de Antonio Guzmán Blanco en tant que gouverneur de quelques états (à partir de 1871) puis à la fin des années 1880, la production de café a augmenté rapidement, profitant d'un soutien supplémentaire sous la forme de prêts en provenance de pays étrangers.
Juan Vicente Gómez, qui a dirigé le pays d'une main de fer pendant 27 ans (de 1908 à 1935), a utilisé le chiffre d'affaires généré par le café et le pétrole pour les activités de développement du pays. En 1919, le café et le cacao constitue 75 % des exportations du pays, le marché principal étant les Etats-Unis
En 2003, le gouvernement du Venezuela a présenté sa politique de réglementation (fixation des prix d'achat) pour la culture du café, qui a restreint la production de café dans le pays. Le coût de production d'un quintal de qualité supérieure café était de 335 dollars, alors que son prix de vente, plafonné par le gouvernement, est de seulement 173 dollars. Tous ces changements ont valu au Venezuela de perdre sa position de grand exportateur de café. La production de café du pays est maintenant environ 1 % de la production mondiale.

## Types

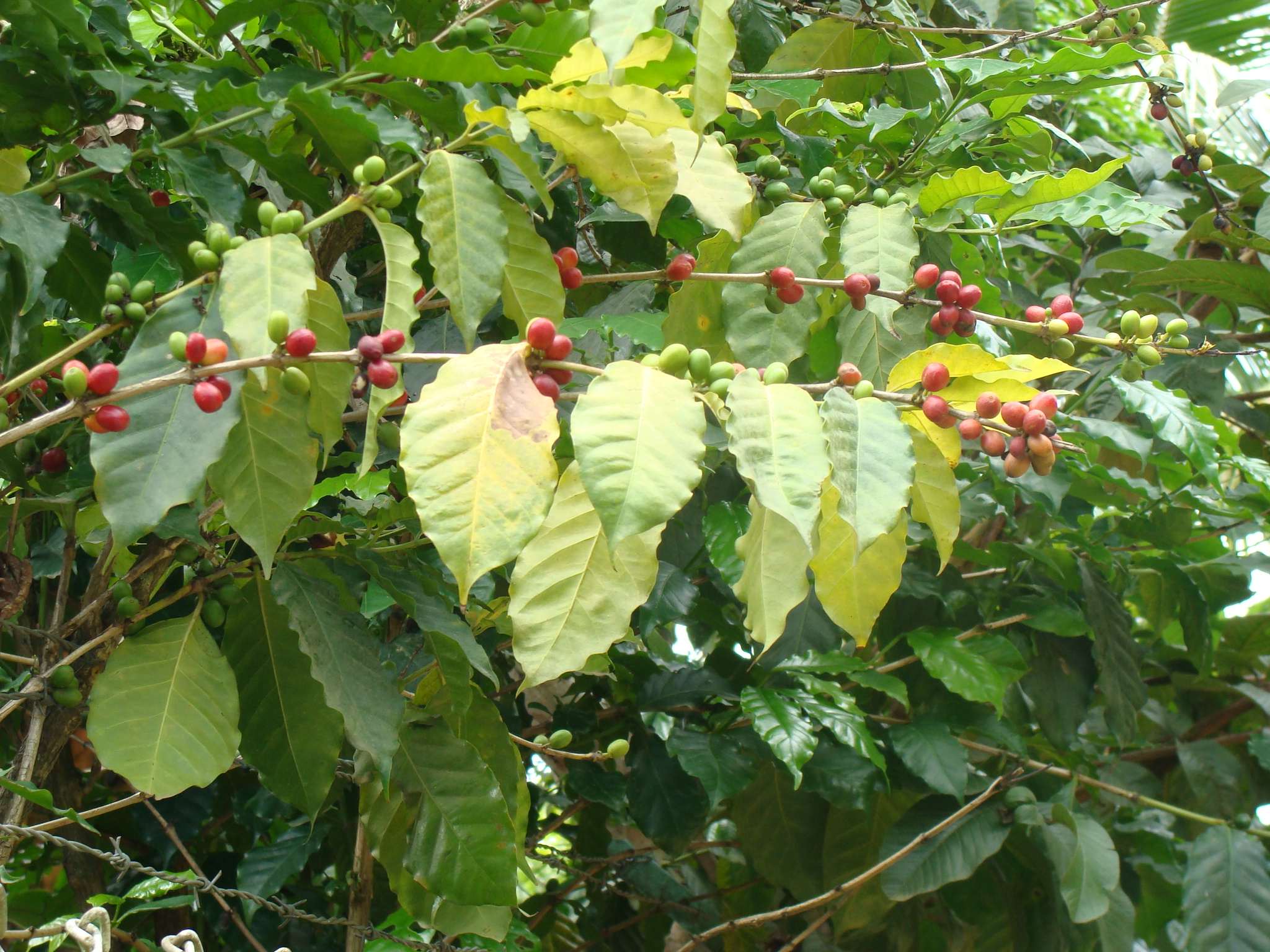
Le café de l'arbre dans la Serranía del Interior, près de San Juan de los Morros, Venezuela.

Le “Maracaibos” café exporté à partir du port de Maracaibo les sous-variétés appelées Cucuta, Mérida, Trujillo, et de Táchira. Les montagnes orientales du café sont connus sous le nom de Caracas, nommées d'après la capitale. Bien que ces sont des variétés de café cultivées localement au Venezuela, la base universelle des variétés de cafés vénézuéliens sont l'arabica (Coffea arabica L.) qui se développe mieux dans les régions des hautes terres, et le Robusta (Coffea canephora p. ex Fr.) qui pousse dans les régions des basses terres; la première pousse sous la canopée de la forêt tandis que le second se développe sous une ombre partielle.

## Qualité
Lavado Fino est le café le mieux coté du pays. La meilleure qualité vénézuélienne se trouve dans la région de l'ouest, à la frontière avec la Colombie. Le café est expédié à partir de Maracaibo et nommé en tant que "Maracaibos". Il est léger et d'une structure simple, mais moins acide que d'autres cafés d'Amérique latine.

## Production

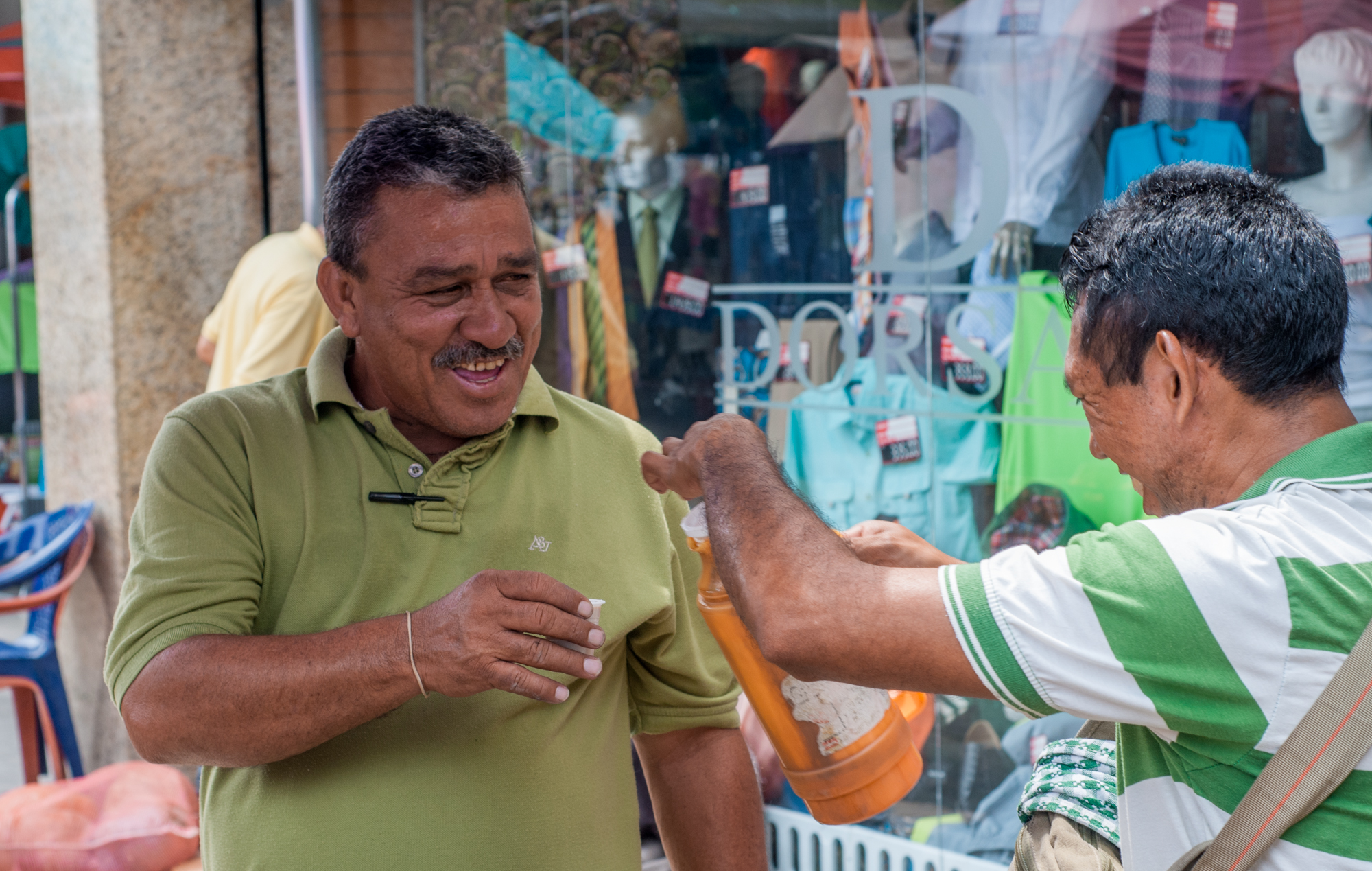
Maracaibo marchands de boire du café.

Les arbres peuvent être récoltés quatre ans après la plantation. Chaque arbre a une durée de vie d'environ 50 ans. La période de récolte varie selon l'altitude et les conditions locales: les arbres à une altitude supérieure à 3 000 pieds ( Unité «  » inconnue du modèle {{Conversion}}.) sont récoltés plus tard que ceux de plus basse altitude.
La production de café a atteint un sommet de 1 million de sacs par an, avant 1914. Dans les Andes, région frontalière, la production de café a décuplés entre 1830 et 1930. Plus de 82 000 tonnes de café ont été produites en 1919 ; cependant, les mauvaises pratiques agricoles, l'érosion des sols, et dans une moindre mesure l'incidence de la pluviométrie et de l'utilisation trop intensive du sol a provoqué une forte baisse du taux de rendement, dans les années 1920, ce qui a entraîné le déclin de l'industrie du café. L'extraction du pétrole a aggravé sa chute. Le café cultivé au Venezuela est vendu principalement aux États-Unis, à la Belgique et l'Allemagne.